# Сергий (Шеин)
Архимандри́т Се́ргий (в миру Васи́лий Па́влович Ше́ин; 30 декабря 1870, деревня Колпна, Новосильский уезд, Тульская губерния — 13 августа 1922, Петроград) — священнослужитель Русской православной церкви. Депутат Государственной думы (1912—1917). Расстрелян по приговору Петроградского ревтрибунала 13 августа 1922 года.
Причислен к лику святых как преподобномученик в 1992 году на Архиерейском соборе Русской православной церкви.

## Биография
Выходец из старинного дворянского рода. Десятый ребёнок в семье коллежского секретаря Павла Васильевича Шеина и его супруги Натальи Акимовны. Воспитание юноши было пропитано благодатным духом церковности, сам он незадолго до своей мученической кончины говорил: «Я в Церкви с детства, постоянно около Церкви вращался, с Ней сроднился».
Окончил с золотой медалью училище правоведения в 1893 году.
Титулярный советник, чиновник в канцелярии Межевого департамента Министерства юстиции (1893), канцелярии 3-го департамента Сената (1894), юрисконсультской части Министерства юстиции, одновременно преподаватель гражданского права в Училище правоведения (1896), на 4 месяца командирован за границу для научных занятий (1897).
Обер-секретарь Судебного департамента Правительствующего сената (1899), младший делопроизводитель 1-го департамента (1900) и помощник юрисконсульта (1902) Министерства юстиции, старший делопроизводитель Государственной канцелярии, сотрудник отделения Свода законов (1903), член оргкомитета по сбору средств на постройку храма в память о погибших в Русско-японской войне моряках (1905).
В 1906 году участвовал в работе Предсоборного присутствия. С 1907 года помощник статс-секретаря Государственного совета. В 1908—1912 годах возглавлял законодательный отдел канцелярии Государственной думы. Действительный статский советник. Новосильский уездный и Тульский губернский земский гласный, член Новосильского уездного училищного совета от земства.
В 1912 году избран членом Государственной думы IV созыва от Тульской губернии. Входил во фракции русских националистов и умеренно-правых, член комиссий: бюджетной, по делам православной церкви, по старообрядческим делам, о печати, о путях сообщения и по местному самоуправлению. В 1915 году вошёл в Прогрессивный блок.
Член Комиссии Предсоборного совещания по рассмотрению законопроекта о церковном суде (1916), работал в I, II, VIII и IX отделах Предсоборного совета (1917).
Награжден орденом св. Анны III степени (1902). Холост.
В 1917—1918 годах был членом Поместного собора Православной Российской Церкви, секретарь Собора и Соборного Совета, товарищ председателя Хозяйственно-распорядительного и Юридического совещаний при нем, заместитель председателя I, член II, XI отделов.
12 сентября 1920 года был рукоположён во иерея видимо с одновременным возведением в сан протоиерея.
В связи с кончиной 28 февраля 1921 года настоятеля Троице-Сергиева подворья в Петрограде архимандрита Софрония, 6 апреля 1921 года патриарх Тихон вызвал к себе протоиерея Василия Шеина, который выразил готовность взять на себя руководство подворьем. В тот же день патриарх сообщил наместнику Троице-Сергиевой лавры архимандриту Крониду (Любимову) о решении протоиерея Василия Шеина принять монашеский постриг: «Затем мы возведём его в архимандриты, и в этом сане он отпразднует Св. Пасху в своем приходе, а после направит стопы в Петроград. Только, конечно, [он] просит снять с него хозяйственные заботы по подворью, каковые можно будет возложить на эконома о. Иоакима». В апреле или в начале мая 1921 года в Троице-Сергиевой лавре был пострижен в монашество с именем Сергий в честь преподобного Сергия Радонежского, возведён в сан архимандрита и назначен настоятелем Троицкого подворья в Петрограде.
Товарищ председателя правления Церковного общества объединённых православных приходов Петрограда. На иждивении архимандрита Сергия находились две сестры, оставшиеся без службы и средств к существованию.
В 1922 году арестован и с 10 июня 1922 года был одним из основных подсудимых на Петроградском процессе «по делу о сопротивлении изъятию церковных ценностей». В частности, ему вменялось в вину членство в Обществе православных приходов, хотя он принимал в его деятельности номинальное участие. На суде держался мужественно, ответы судьям и обвинителям были спокойны и точны. На вопрос об отношении к «Живой церкви» (обновленческому движению) ответил, что живую Церковь он знает только одну — ту, о которой сказано: Церковь Бога Живого — столп и утверждение истины (1 Тим. 3; 15).
По воспоминаниям очевидцев, его последнее слово произвело сильное впечатление. Он нарисовал картину аскетической жизни монаха и сказал, что, отрешившись от суеты мира, отдал всего себя внутреннему деланию и молитве. «Единственная слабая физическая нить, — говорил он, связывает меня с сей жизнью. Неужели же трибунал думает, что разрыв и этой последней нити может быть для меня страшен? Делайте своё дело. Я жалею вас и молюсь за вас». Был приговорён к расстрелу.
Находясь в тюрьме, вместе с протоиереем Михаилом Чельцовым читал акафисты, служил панихиды по умершим близким, читал сочинения св. Иоанна Златоуста. Перед уходом на расстрел исповедовался у отца Михаила.
В ночь на 13 августа 1922 года вместе с митрополитом Вениамином (Казанским), адвокатом И. М. Ковшаровым и профессором Ю. П. Новицким, обритый и одетый в лохмотья, был расстрелян, по некоторым сведениям, на окраине Петрограда на станции Пороховые.